# Monsieur Cognac
Monsieur Cognac (Wild and Wonderful) è un film statunitense del 1964 diretto da Michael Anderson.
Interpretato e prodotto da Tony Curtis, fu l'ultimo film dell'attore con la Universal Pictures.

## Trama
Monsieur Cognac è il nome di un cane barboncino bianco che nei primi anni '60 a Parigi divenne una star della televisione e della pubblicità. Molto coccolato da tutti, gli piace scappare per un attimo dalla sua padroncina, la giovane Giselle Ponchon, attraverso un buco nella cantina della casa. Di notte passeggia spensierato per le strade della capitale.
Arrivato in un locale da ballo dove si esibisce l'americano Terry Williams con il suo gruppo, il cagnolino si diverte ad assaggiare una tazzina della bevanda alcolica che porta il suo nome e che era riservata infatti a uno dei musicisti. Ma ciò che attrae il barboncino nel locale non è il brandy, ma soprattutto le graziose signore che fanno parte dello spettacolo. Tra Monsieur Cognac e Terry nasce un'amicizia tale che entrambi intraprendono un lungo giro dei locali notturni, durante il quale l'animale, diventato di colore verdastro a seguito di un incidente, si rivela un affermato conoscitore di bevande alcoliche.
Ma Terry incontrerà presto Giselle, la proprietaria di Monsieur Cognac: la mattina dopo, in compagnia del padre e della polizia, irrompe nell'appartamento di Terry e vuole farlo arrestare accusandolo di aver rapito il cane. L'uomo pensa di risolvere i problemi sposando la ragazza, ma non ha fatto i conti con la gelosia del cane che impedisce qualsiasi effusione tra i due novelli sposi. Alla fine anche Monsieur Cognac troverà la sua anima gemella.

## Produzione
Il film ebbe sei sceneggiatori accreditati, tra cui Waldo Salt, da anni sulla "lista nera" di Hollywood che all'epoca stava ancora cercando una sua strada e che non amava il film. Nel suo necrologio del 1999 per Larry Markes, un altro degli scrittori accreditati, Dick Vosburgh di The Independent ha commentato: «I critici hanno trovato difficile accettare che ci fossero voluti sei scrittori per modellare la sottile storia di un flautista jazz il cui matrimonio con una francese è minacciato dai trucchi gelosi di Monsieur Cognac, il suo barboncino francese nevrotico e alcolizzato». Nel suo necrologio di Tony Curtis del 2010, il critico Dave Kehr bollò come «disastroso» il film, notando che Curtis stava cercando di ricostruire la sua reputazione dopo una precedente relazione con la Kaufmann, la sua co-protagonista nel film, e il successivo divorzio da Janet Leigh.

## Distribuzione
Il film in Italia ottenne il visto di censura n. 42.544 del 23 marzo 1964 per una lunghezza della pellicola di 2.397 metri.